# Kiyama
Kiyama (基山町, Kiyama-chō) est un bourg du district de Miyaki, dans la préfecture de Saga, au Japon.

## Géographie

### Situation
Kiyama est situé à l'extrême nord-est de la préfecture de Saga.

### Démographie
Au 1er février 2015, la population de Kiyama s'élevait à 17 433 habitants répartis sur une superficie de 22,15 km2.

## Histoire
Le village moderne de Kiyama a été créé le 1er avril 1889. Il devient un bourg en 1939.

## Culture locale et patrimoine
Le Daikōzen-ji est un temple bouddhiste Tendai situé dans le bourg. Il a été fondé à l'époque de Nara par Gyōki en 717.
On y trouve une statue de Kannon aux onze visages qui ne peut être vue que pendant l'année du cheval, tous les 12 ans.
La cour arrière du bâtiment principal s'ouvre sur le Chigiri-en (契園), un jardin botanique forestier situé au pied du mont Chigiri (契山), à la frontière entre Chikushino (préfecture de Fukuoka) et Kiyama, célèbre pour ses azalées. 

## Transports
Kiyama est desservie par la ligne principale Kagoshima de la JR Kyushu et la ligne Amagi de la compagnie Amatetsu. La gare de Kiyama est la principale gare du bourg.